# 4644 Oumu
4644 Oumu eller 1990 SR3 är en asteroid i huvudbältet som upptäcktes den 16 september 1990 av de båda japanska astronomerna Kazuro Watanabe och Atsushi Takahashi vid Kitami-observatoriet. Den är uppkallad efter den japanska staden Ömu.
Asteroiden har en diameter på ungefär 7 kilometer och den tillhör asteroidgruppen Eunomia.